# 久万高原町立久万美術館
町立久万美術館（ちょうりつくまびじゅつかん）は、愛媛県上浮穴郡久万高原町にある美術館。

## 概要
久万出身の実業家で久万造林を経営し、町議員、町長、県議会議長を歴任した井部栄治のコレクション寄贈を受けた旧久万町が、1989年3月に開館させた美術館。現在は、約750点のなかから、3ヶ月ごとに70点ほどを入れ替えて展示している。

## 展示
- 日本近代の洋画
萬鉄五郎、村山槐多、長谷川利行らを中心にして、高橋由一、浅井忠、黒田清輝らの作品を展示。
- 日本書画
吉田蔵沢、遠藤広実、明月和尚、三輪田米山、中江藤樹など、江戸時代から大正にかけての作品を展示。
- 陶磁器
砥部焼の作品を多数展示。
- 彫刻
芥川永、森堯茂、小清水漸、戸谷成雄、多和圭三の作品など、近現代の彫刻を展示。

## アクセス
- JR四国バス久万中学校前バス停下車、徒歩約10分。
- 駐車場は45台収容。バスの駐車も可。